# Aleksey
Aleksey (Alexander Preik, * 1977) ist ein deutscher Rapper und DJ, der an der Westküste Afrikas geboren wurde und in Braunschweig aufwuchs. Zunächst wählte er den Künstlernamen Aleks-Cee, was für Alexander Cooper stand. Weil der meist als „Aleksey“ ausgesprochen wurde, änderte Preik sein Pseudonym dementsprechend.

## Biografie
Schon früh spielte Musik für Alexander Preik eine große Rolle. Bereits als Kind machte er Breakdance, im Teenager-Alter wurde er Mitglied bei Phase V, einer Metal-Crossover-Band. Die Sendung Yo! MTV Raps inspirierte ihn zum Freestyle-Rap. Bereits mit 17 Jahren war der Fan von Method Man Mitglied der Jazzkantine und hatte ca. 200 Auftritte im Jahr.
1995 erschien das erste Solo-Album Aleksey. 1998 folgte das unter Mithilfe der anderen Mitglieder der 'Jazzkantine' und des Rappers Cappuccino entstandene zweite Album Mikrokosmos. Der Longplayer Weltpremiere kam 2000 in die Läden. Damit ging Aleksey auf Tournee durch Deutschland und spielte im Vorprogramm von Puff Daddy.
Inzwischen arbeitet Aleksey als DJ und hat Engagements in Europa und Asien. Seine bevorzugten Stile sind Tech House, House und Techno Classics.

## Diskografie

### Alben
- 1995: Aleksey
- 1998: Mikrokosmos
- 2000: Weltpremiere

### Singles
- 1995: 55555 (mit Jazzkantine)
- 1995: Der, der gerne anders wär
- 1996: Come into My Life
- 1996: I Need Your Loving
- 1998: Hass mich
- 1999: Millennium – Der Countdown läuft …
- 2000: Wen soll ich fürchten
- 2004: Sonnenschein & Pläne
- 2013: Goethe (mit Jan Leyk)

### Gastbeiträge
- 2011: Rock the Most – Kid Chris feat. Aleksey
- 2011: Music – Dabruck & Klein feat. Aleksey
- 2012: 20 Russian Models – Brockman & Basti M feat. Aleksey
- 2013: Raise Your Hands for Music – Dabruck & Klein vs. Brockman & Basti M feat. Aleksey

### Auszeichnungen
- Echo 1996: „Beste Jazzproduktion“ mit der Jazzkantine[3]